# Бельгія на літніх Олімпійських іграх 2008
Бельгію на літніх Олімпійських іграх 2008 представляли 96 спортсменів у 16 видах спорту. Бельгійські спортсмени здобули дві золоті медалі та посіли 37 місце у загальному медальному заліку.

## Медалісти
| Медаль | Спортсмен                                           | Вид спорту     | Дисципліна            | Дата      |
| ------ | --------------------------------------------------- | -------------- | --------------------- | --------- |
| Золото | Олівія Борле Кім Геварт Ганна Марієн Елоді Уедраоґо | Легка атлетика | Естафета 4×100 метрів | 22 серпня |
| Золото | Тія Геллебаут                                       | Легка атлетика | Стрибки у висоту      | 23 серпня |